# 오다 사쿠라
오다 사쿠라(일본어: 小田さくら, 1999년 3월 12일~)는 일본의 여성 아이돌 그룹 모닝구무스메의 멤버이다. 가나가와현 출신이다. 연예사무소 업프런트 프로모션 소속이며, 모닝구무스메。의 11대 서브리더이자 메인 싱어이다. 전 멤버인 사야시 리호와 함께 메인 보컬을 맡고 있었고 현재도 팀내 메인보컬이다.

## 약력
2011년
- 여성 아이돌 그룹 스마이레지의 신멤버 오디션에 참가해, 최종 후보가 되지만 낙선했다.
- 11월, 하로프로에그에 가입. 동월 12일 · 20일,「하로프로에그 문화제 11월 ~신멘(!?)을 맞이해~」에서 하로프로에그의 신멤버로서 야마가 카나에와 함께 소개된다.

2012년
- 1월 2일, 헬로! 프로젝트의 콘서트「Hello! Project 2012 WINTER 하로☆프로 천국」에 연수생으로서 출연해, 하로프로의 선배들의 백댄서로 첫 스테이지에 선다.
- 6월 17일, 야마노 홀에서 개최된「하로프로연수생 발표회 2012 ~6월의 생 계란 Show!~」에 연수생으로서 출연.「グランドでも廊下でも目立つ君」등을 피로했다.
- 9월 14일, 가나가와 현 하모니 홀 자마에서 행해진「모닝구무스메 탄생 15주년 기념 콘서트 투어 2012 가을 ~컬러풀 캐릭터~」공개 리허설 현장에서 약 7000명이 응모한「모닝구무스메 11기 멤버「맨얼굴 노래하는 공주」오디션」에 합격해, 모닝구무스메 제11기 멤버로 선택되었던 것이 발표되었다. 층쿠♂가 블로그를 통해 11기 멤버 가입을 공표하였다. YouTube 모닝구무스메 공식 채널을 통해 오디션 편집 영상이 공개되었다[1][2][3].

2021년
- 5월 21일, 전날부터 목과 등에 통증이 있어 병원에서 진찰을 받은 결과「등부좌상」으로 진단되어 댄스 퍼포먼스로 통증이 올 염려가 있어 헬로! 프로젝트 공연 시 움직임을 제한한 퍼포먼스로 참가할 것을 발표[4][5].
- 8월 19일, 목 상태가 좋지 않아 병원에서 진찰을 받은 결과「기능성 발성 장애」진단을 받아 개최 중인 헬로! 프로젝트의 콘서트 투어「Hello! Project 2021 Summer Ruby」공연에 대해 가창을 세이브하여 퍼포먼스 할 것을 발표[6].

2023년
- 11월 25일,「모닝구무스메'23 콘서트 투어 가을「Neverending Shine Show」홋카이도 공연에서 후쿠무라 미즈키 졸업에 의해 신체제의 이시다 아유미와 함께 모닝구무스메 10대 서브리더로 취임.

2025년
- 7월 1일, 이쿠타 에리나 졸업에 의해 신체제의 모닝구무스메 11대 서브리더로 연속 취임 또는 2026년을 기해 모닝구무스메'25 그리고 헬로! 프로젝트를 졸업하는 것을 발표[7].

## 인물
- 전 모닝구무스메 9기 스즈키 카논과 친하다.
- 친구 모닝구무스메 10기 사토 마사키.쿠도 하루카
- 모닝구무스메의 멤버인 노나카 미키와 동갑이다.

## 출연

### 콘서트 · 라이브
- Hello! Project 2012 WINTER ~하로☆프로 천국~(2012년 1월 2일 - 22일, 3개 도시 19회 공연)
  - 록짱은 10회 공연, 펑키짱은 9회 공연
- 하로프로연수생 발표회 2012 ~6월의 생 계란 Show!~(2012년 6월 17일, 야마노 홀)
- Hello! Project 탄생 15주년 기념 라이브 2012 여름(2012년 7월 21일 - 8월 19일, 3개 도시 18회 공연)
  - Ktkr (키타코레) 여름의 FAN 축제!와 Wkwk(와쿠와쿠) 여름의 FAN 축제!는 각 9회 공연
- 하로프로연수생 발표회 2012 ~9월의 생 계란 Show!~(2012년 9월 9일, 야마노 홀)
- M-line Special 2021 ~Make a Wish!~(2021년 3월 20일 · 6월 12일, NHK 오사카 홀, 4회 공연) - 게스트로서 출연.
- M-line Special 2022 ~My Wish~(2022년 4월 29일, 메구로 퍼시몬 홀, 2회 공연) - 하가 아카네와 함께 게스트로서 출연.

### 이벤트
- 하로프로에그 문화제 11월 ~신멘(!?)을 맞이해~(2011년 11월 12일 · 20일, 퍼시픽헤븐)

### 영화
- 영화 프리큐어 올스타즈 봄의 카니발♪(2015년, 도에이 애니메이션)

### DVD/Blu-ray
- Greeting ~오다 사쿠라~(2012년 1월 30일) - e-LineUP! 한정 판매
- Behind of Photobook ~사쿠라무늬~(2016년 11월 29일) - e-LineUP! 한정 판매
- Sakura in Guam(2017년 12월 27일)

## 서적

### 사진집
- 1st 솔로 사진집「さくら模様」(2016년 5월 27일, 와니북스) ISBN 978-4-8470-4839-5
- 2nd 솔로 사진집「Sakura Breeze」(2017년 11월 17일, 와니북스) ISBN 978-4-8470-4975-0
- 3rd 솔로 사진집「さくらのきせつ」(2019년 3월 12일, 와니북스) ISBN 978-4-8470-8202-3
- 4th 솔로 사진집「SAKURA COLOR」(2020년 4월 20일, 와니북스) ISBN 978-4-8470-8286-3
- 5th 솔로 사진집「さくら日和」(2023년 3월 12일, 와니북스) ISBN 978-4-8470-8478-2
- 6th 솔로 사진집「SAKURA FLOW」(2024년 7월 19일, 와니북스) ISBN 978-4-8470-8565-9

### 포토 에세이
- さくらと猫(2023년 7월 18일, KADOKAWA, 촬영: 나카무라 카즈타카) ISBN 978-4048976015

## 소속 유닛
- 모닝구무스메(2012년~2026년)
- ODATOMO(2014년~2026년)